# La Barque de Dante d'après Delacroix
 (juin 2015).
La Barque de Dante d'après Delacroix est une huile sur toile du peintre français Édouard Manet, une œuvre de jeunesse exécutée d'après La Barque de Dante d'Eugène Delacroix en 1854. Elle est exposée au musée des Beaux-Arts de Lyon.

## Historique de l'œuvre
Édouard Manet reproduit la Barque de Dante d'Eugène Delacroix, œuvre acclamée par les jeunes artistes, une première fois entre 1854 et 1858 alors qu’il est étudiant à l’atelier de Thomas Couture.
Reproduire les grandes œuvres artistiques afin de maîtriser les techniques des maîtres est considéré comme un exercice fondamental dans l’étude de l’art, et était essentiellement préconisé par l’Académie française de peinture, fondée en 1666 à Rome. Les élèves les plus avancés doivent alors s’appliquer à reproduire le plus exactement possible les chefs-d’œuvre italiens. Cette pratique est devenue essentielle dans l’éducation artistique européenne. Cependant,  au XIXe siècle, les artistes commencent à copier de manière plus interprétative et personnelle ces œuvres anciennes. Et le jeune Édouard Manet se plie de nombreuses fois à cet exercice.
Le choix de Manet de reproduire la toile considérée comme étant le chef-d’œuvre de Delacroix peut s’expliquer. Eugène Delacroix était aussi bien vénéré par les peintres réalistes tels que Gustave Courbet ou Henri Fantin-Latour, que par les pionniers de l’impressionnisme, essentiellement pour l’éclat de la couleur, obtenue par une juxtaposition des tons maîtrisée et par jeux sur les couleurs complémentaires et le clair-obscur, et l’intensité de l’expression dramatique, qui sont là les caractères dominants de l’œuvre de Delacroix.
La Barque de Dante d’après Delacroix  apparaît sur le marché de l’art le 17 février 1903 lors de la vente Bodinier aux enchères Drouot à Paris. La toile est achetée par la famille Chéramy, grands antiquaires de Paris, et est remise en vente du 5 au 7 mai 1908 lors de la vente Chéramy organisée par le galeriste et marchand d’art Georges Petit à Paris ; elle est acquise par le musée des Beaux-Arts de Lyon.

## La Barque de Dante d'Eugène Delacroix (1822)

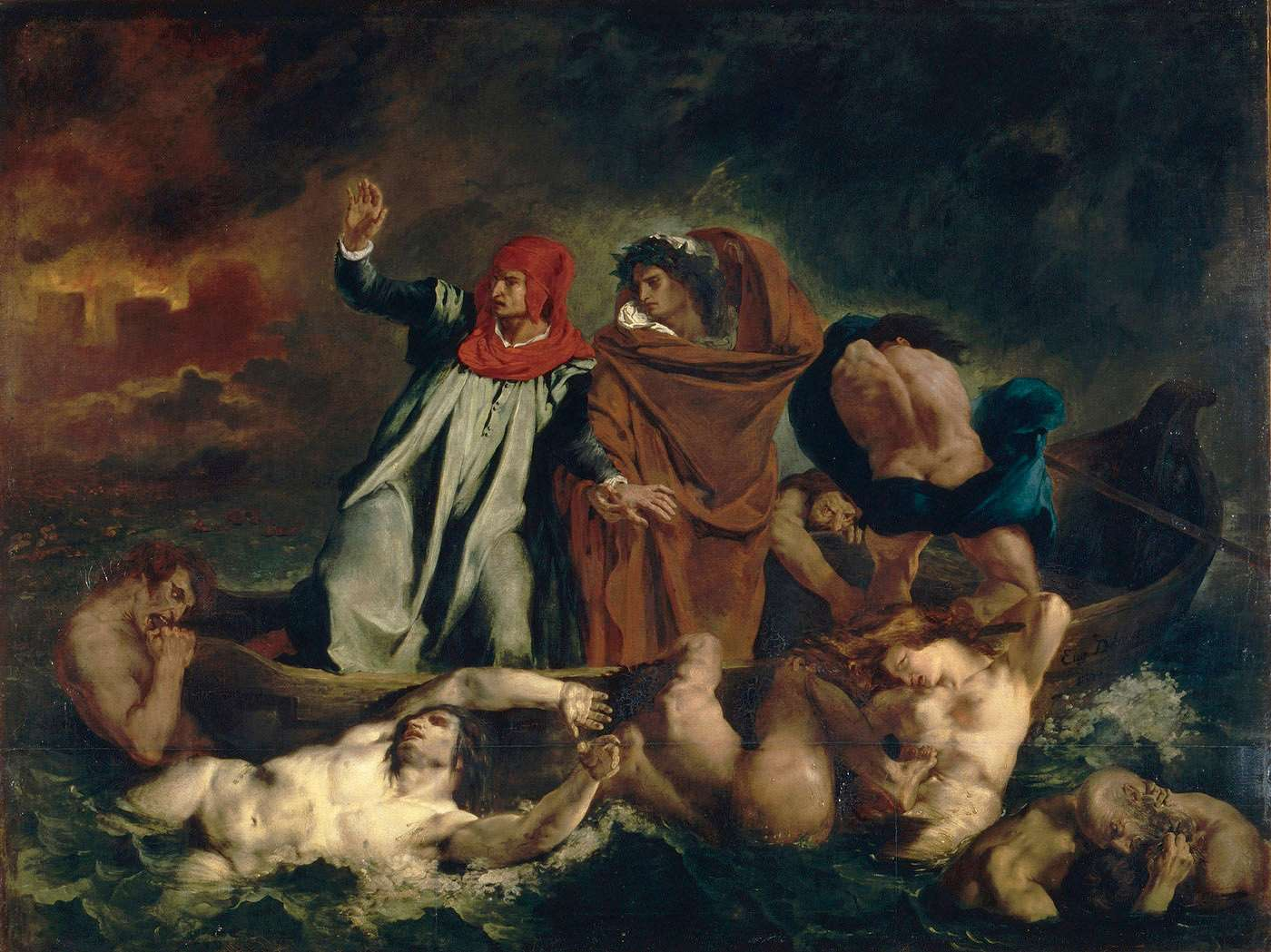
La Barque de Dante ou Virgile et Dante aux enfers d'Eugène Delacroix (1822)

De sa relation avec Delacroix, on connaît peu de choses, si ce n’est une anecdote rapportée par Antonin Proust, entré en même temps que Manet à l’Atelier Couture en 1850, dans Édouard Manet : souvenirs. Édouard Manet et lui-même, jeunes artistes, rencontrent Delacroix à son atelier de la  rue Notre-Dame-de-Lorette, afin de lui demander l’autorisation de copier La Barque de Dante, alors exposée au musée du Luxembourg, malgré des mises en garde sur son amabilité envers les visiteurs. Selon Antonin Proust, ils sont pourtant reçus chaleureusement, et Delacroix leur parle avec entrain de peintures et de tableaux, les questionnant sur leurs préférences et affirmant que Rubens est son artiste favori. Au sortir de l’entretien, Manet aurait dit : « Ce n’est pas Delacroix qui est froid : c’est sa doctrine qui est glaciale. Malgré tout, copions la Barque. C’est un morceau ! ». La seconde copie date de 1859 et est exposée au Metropolitan Museum of Art, New York. 
La toile d'Eugène Delacroix, La Barque de Dante ou Virgile et Dante aux enfers, peinte en 1822 est exposée au musée du Louvre, à Paris. La seconde copie, qui se rapproche davantage de l’impressionnisme, se trouve au Metropolitan Museum of Art, à New York.

## Description et Analyse
Manet reproduit La Barque de Dante de Delacroix une première fois entre 1854 et 1858 et une deuxième fois en 1859. La première des deux copies est la plus achevée et fidèle à l'originale, et est suivie par celle du Metropolitan Museum of Art qui est une interprétation plus libre et personnelle.
Ces deux copies représentent Dante et Virgile traversant le Styx aux eaux noires dans la barque de Phlégyas, qui est assaillie par les âmes contorsionnées des damnés qui cherchent à s’y agripper, à y monter, tandis qu’au loin, à l’arrière-plan, se détache la cité de Dité en proie aux flammes. C'est un tableau sombre, où l'utilisation du clair-obscur, des couleurs complémentaires (vert et rouge, bleu et orange), ainsi que les études des masses corporelles prouvent la maîtrise technique du jeune Édouard Manet.
Manet cherche à retrouver la lumière étrange de l’œuvre de Delacroix, qui met en valeur une masse mouvante de chair humaine, entourée d’orage et de flots déchaînés. Manet s’applique à retrouver les couleurs romantiques du fond glauque, du feu qui troue l’horizon à gauche, et le rouge du capulet de Dante. Mais malgré la fidélité que l’on suit dans maints détails, l’étude de Manet reste sur plusieurs points de vue très éloignée de l’original : les couleurs, assez justes, ont toutefois moins de profondeur, la torsion des corps nus est moins violente et les drapés ont perdu de leurs reliefs. On a donc l’impression de quelque chose de plus mobile, voire tremblotant, impression sans doute due aux dimensions restreintes du tableau qui ne permettent pas de reproduire l’œuvre de Delacroix dans son ampleur originale.
La version de Lyon est la plus fidèle à la composition du maître Delacroix par les techniques utilisées et le rendu final obtenu : elle correspond bien à l’œuvre originale, alors que celle de New York s’attache davantage à l’étude des couleurs, de leur harmonie et de leurs effets dans la composition. On reconnaît d’ailleurs par les aplats de couleurs la touche personnelle « impressionniste » d’Édouard Manet qui se met en place.
En recopiant cette œuvre d’une façon traditionnelle et sage, puis plus créative, Manet a sans doute essayé de gagner une meilleure compréhension du processus créatif et imaginatif de Delacroix.

## Analogies

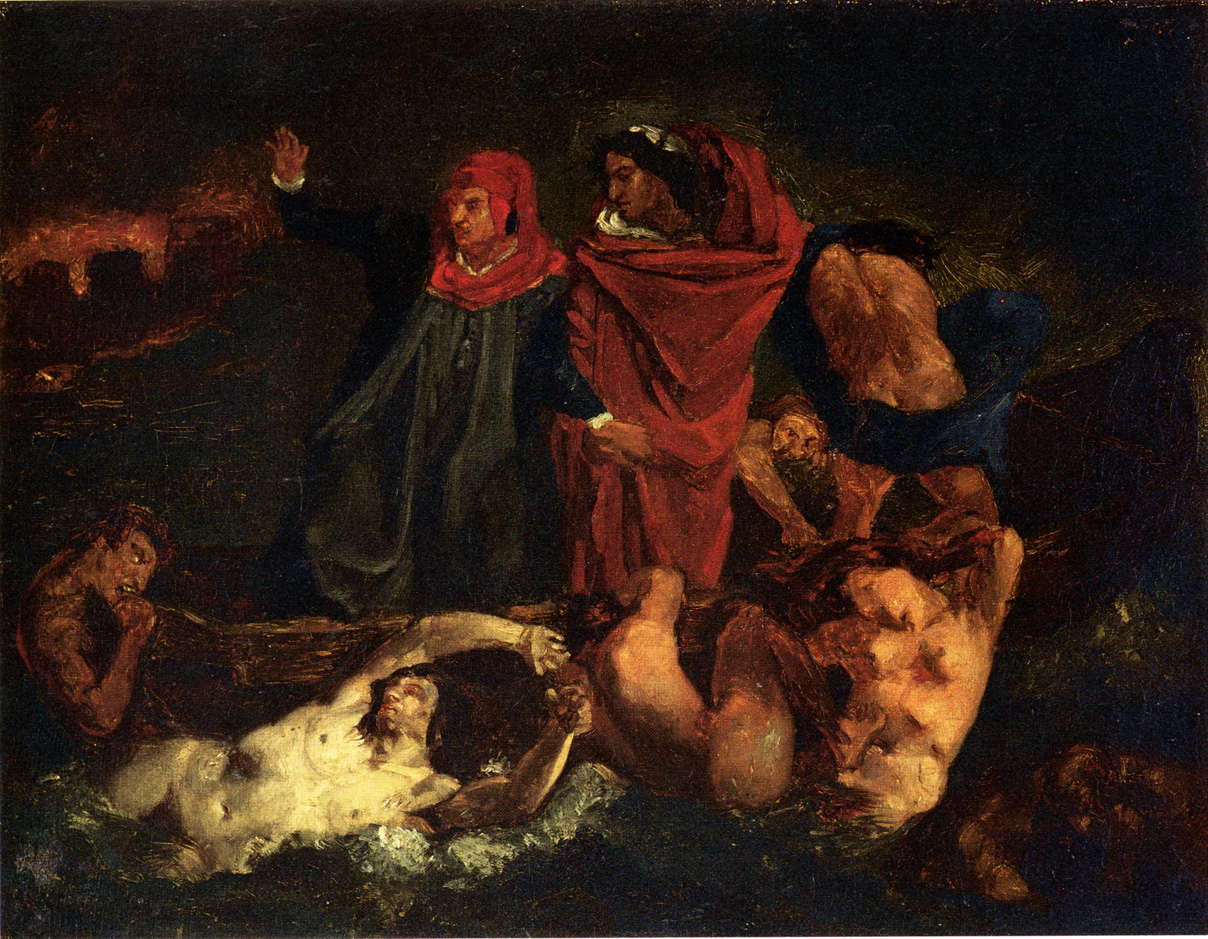
La Barque de Dante d'Anselm Feuerbach

La Barque de Dante d’Eugène Delacroix est copiée de nombreuses fois durant le XIXe siècle par de célèbres artistes. Si Édouard Manet l’a reproduite deux fois entre 1854 et 1859,le peintre allemand Anselm Feuerbach l’a copiée vers 1852, le peintre français Adolphe-Félix Cals en a fait une copie hautement fidèle à la toile originale, qui est de nouveau fidèlement reproduite par Paul Cézanne vers 1864.

### Articles
- Henry Houssaye, « L’Exposition des œuvres d’Eugène Delacroix à l’École des beaux-arts », Revue des Deux Mondes 3e période, vol. 68,‎ 1er avril 1885, p. 661-669.